# Séries de televisão da Marvel da Netflix
As séries de televisão da Marvel da Netflix são um conjunto de séries de televisão americanas interconectadas criadas para o serviço de streaming Netflix, baseadas em personagens que aparecem em publicações da Marvel Comics. Produzidas pela Marvel Television e ABC Studios, elas se passam no Universo Cinematográfico Marvel e reconhecem a continuidade dos filmes e de outras séries de televisão da franquia. A Marvel se refere coletivamente ao grupo de séries como "Marvel Street-Level Heroes" ou "Marvel Knights".
Um acordo entre a Marvel e a Netflix para produzir várias séries interconectadas foi anunciado em novembro de 2013, com as séries individuais Daredevil (2015–2018), Jessica Jones (2015–2019), Luke Cage (2016–2018), and Iron Fist (2017–2018) culminando na minissérie crossover Os Defensores (2017). Um spin-off de Daredevil, The Punisher (2017–2019), foi encomendado em abril de 2016. As séries foram todas filmadas em Nova York, formando o maior comprometimento de produção televisiva da cidade, com 161 episódios entre eles. Estrelando nas séries estão Charlie Cox como Matt Murdock / Demolidor, Krysten Ritter como Jessica Jones, Mike Colter como Luke Cage e Finn Jones como Danny Rand / Punho de Ferro, que estrelam juntos em Os Defensores, assim como Jon Bernthal como Frank Castle / Punisher. Muitos atores têm papéis nas diferentes séries, incluindo Rosario Dawson, que assinou um contrato especial com a Marvel para fazer isso.
Acredita-se que as séries geraram uma forte audiência para a Netflix, que não divulgou os detalhes exatos das visualizações, e receberam críticas positivas por seus elencos e abordagem mais sombria no UCM. A Netflix cancelou todas as séries em fevereiro de 2019, quando a empresa-mãe da Marvel, Disney, estava preparando seu próprio serviço de streaming Disney+. Contratualmente, a Marvel deve esperar dois anos antes de poder usar os personagens sem a Netflix.

## Desenvolvimento
Em outubro de 2013, a Marvel estava preparando quatro séries de drama e uma minissérie, totalizando 60 episódios, para apresentar a serviços de vídeo sob demanda e provedores a cabo, com a Netflix, Amazon e WGN America expressando interesse. Em novembro de 2013, a empresa-mãe da Marvel, Disney, estava definida para fornecer á Netflix com séries em live-action baseadas em Demolidor, Jessica Jones, Luke Cage e Punho de Ferro, levando a uma minissérie baseada nos Defensores. O presidente da Disney, Bob Iger, explicou que a Disney escolheu a Netflix para transmitir as séries quando percebeu que o público do serviço de streaming forneceria uma maneira de "aumentar a popularidade dos personagens".
O chefe da Marvel Television, Jeph Loeb, declarou mais tarde que a Marvel não estava "interessada em fazer quatro pilotos e então esperar que um dia eles pudessem se reunir. A Netflix realmente entendeu o que queríamos fazer. Eles estão muito abertos a diretores que podem não ter essa mesma oportunidade na televisão aberta. A noção de ter todos os 13 episódios ao mesmo tempo, especialmente na narrativa serializada, é muito atraente." Loeb também acrescentou que os quatro personagens "emprestaram-se a um mundo" devido aos seus relacionamentos e localidade compartilhada da cidade de Nova York nos quadrinhos, mas que as séries individuais seriam diferentes umas das outras porque "os personagens têm questões diferentes, problemas diferentes, sentimentos diferentes sobre eles". Loeb deu como exemplo os filmes do Universo Cinematográfico Marvel, Captain America: The Winter Soldier e Guardiões da Galáxia (ambos 2014), nos quais ele disse: "Não consigo pensar em dois filmes que sejam mais diferentes em tom" do que eles, e ainda "eles parecem muito Marvel ... tipo, 'Oh, ainda é o mesmo universo em que estou.'"
Joe Quesada da Marvel confirmou em abril de 2014 que as séries da Netflix seriam situadas dentro do UCM. Loeb explicou que "dentro do universo Marvel existem milhares de heróis de todas as formas e tamanhos, mas os Vingadores estão aqui para salvar o universo e o Demolidor está aqui para salvar o bairro ... Isso acontece no Universo Cinematográfico Marvel. Está tudo conectado. Mas isso não significa necessariamente que olharíamos para o céu e veríamos o Homem de Ferro. É apenas uma parte diferente de Nova York que ainda não vimos nos filmes da Marvel." Em janeiro de 2015, o diretor de operações da Netflix, Ted Sarandos, disse que a Netflix planejava lançar uma série da Marvel com aproximadamente um ano de diferença após o lançamento de Daredevil em abril de 2015. Um ano depois, Sarandos observou que os cronogramas de lançamento das séries da Marvel da Netflix dependem dos "longos tempos de produção e longos tempos de postagem. Em alguns casos, quando temos o crossover dos personagens, fica mais difícil gerenciar a produção. Não é a meta de lançar mais de um ou dois [a cada] ano ... O complexo é realmente The Defenders. O cronograma de produção de The Defenders determinará muito da produção da 2ª e 3ª temporada dessas séries." Ele também observou sobre possíveis spin-offs que "todos os personagens do universo também poderiam girar" em sua própria série em algum momento,  com a Netflix encomendando The Punisher, um spin-off de Daredevil, em abril de 2016.
Em maio de 2015, depois de estrelar como Claire Temple na primeira temporada de Daredevil, Rosario Dawson assinou com a Marvel para retornar para a segunda temporada da série como parte de um "acordo exclusivo para a TV" que também permitiu que ela aparecesse em qualquer outra série da Marvel da Netflix. Dawson passou a aparecer em todas as séries, exceto The Punisher, ligando-as de forma semelhante ao Nick Fury de Samuel L. Jackson nos filmes do UCM. Dawson explicou que ela assinou contrato com a Marvel a cada ano para um certo número de episódios e descobriu em qual série os episódios eram mais próximos do tempo de filmagem. Sarandos afirmou em julho de 2016 que a Netflix estava tentando fechar a lacuna entre os lançamentos das temporadas da Marvel e estava considerando expandir para novas séries, mas sempre priorizaria a qualidade das séries em vez de ter mais séries e mais lançamentos por ano. Naquele mês, a Marvel e a Netflix se comprometeram a concluir a produção de 135 episódios até o final de 2017, tornando o acordo o maior comprometimento de produção televisiva em Nova York. A produção para as diferentes séries envolveu 500 fornecedores locais e pequenas empresas para vários estágios de desenvolvimento e exigiu mais de 14.000 contratações relacionadas à produção.

## Séries
| Série         | Temporada | Temporada | Episódios | Lançada originalmente  | Showrunner(s)                      |
| ------------- | --------- | --------- | --------- | ---------------------- | ---------------------------------- |
| Daredevil     |           | 1         | 13        | 10 de abril de 2015    | Steven S. DeKnight                 |
| Daredevil     |           | 2         | 13        | 18 de março de 2016    | Doug Petrie e Marco Ramirez        |
| Daredevil     |           | 3         | 13        | 19 de outubro de 2018  | Erik Oleson                        |
| Jessica Jones |           | 1         | 13        | 20 de novembro de 2015 | Melissa Rosenberg                  |
| Jessica Jones |           | 2         | 13        | 8 de março de 2018     | Melissa Rosenberg                  |
| Jessica Jones |           | 3         | 13        | 14 de junho de 2019    | Melissa Rosenberg e Scott Reynolds |
| Luke Cage     |           | 1         | 13        | 30 de setembro de 2016 | Cheo Hodari Coker                  |
| Luke Cage     |           | 2         | 13        | 22 de junho de 2018    | Cheo Hodari Coker                  |
| Iron Fist     |           | 1         | 13        | 17 de março de 2017    | Scott Buck                         |
| Iron Fist     |           | 2         | 10        | 7 de setembro de 2018  | M. Raven Metzner                   |
| The Defenders |           | 1         | 8         | 18 de agosto de 2017   | Doug Petrie and Marco Ramirez      |
| The Punisher  |           | 1         | 13        | 17 de novembro de 2017 | Steve Lightfoot                    |
| The Punisher  |           | 2         | 13        | 18 de janeiro de 2019  | Steve Lightfoot                    |

### Daredevil(2015–2018)
O advogado Matt Murdock usa seus sentidos aguçados ao ficar cego quando menino para combater o crime à noite nas ruas de Hell's Kitchen como Demolidor, justaposto com a ascensão do senhor do crime Wilson Fisk. Murdock eventualmente cruza com Frank Castle / Punisher, um vigilante com métodos muito mais mortais, e lida com o retorno de sua ex-namorada, Elektra Natchios. Quando Wilson Fisk é libertado da prisão, Murdock deve decidir entre se esconder do mundo ou abraçar sua vida como um herói vigilante.
Em dezembro de 2013, a Marvel anunciou que Drew Goddard seria o produtor executivo e showrunner de Daredevil, e escreveria e dirigiria o primeiro episódio, embora no final de maio de 2014, Goddard não fosse mais o showrunner da série e foi substituído por Steven S. DeKnight. Goddard, que criou Daredevil e escreveu os dois primeiros episódios, permaneceu com a série como um produtor executivo. Poucos dias depois, Charlie Cox foi escalado como o Demolidor. Uma segunda temporada foi encomendada em 21 de abril de 2015, com Doug Petrie e Marco Ramirez assumindo como showrunners no lugar de DeKnight, que não pôde retornar à série devido a um compromisso anterior. Uma terceira temporada foi encomendada em julho de 2016, com Erik Oleson assumindo como showrunner da série em outubro de 2017.
A primeira temporada, que estreou inteiramente em 10 de abril de 2015, apresenta referências a The Avengers (2012), e menciona Carl "Crusher" Creel, um personagem da série Agents of S.H.I.E.L.D da ABC. A segunda temporada, que estreou em 18 de março de 2016, apresenta a gangue de motoqueiros Dogs of Hell, que também apareceu em Agents of S.H.I.E.L.D., junto com inúmeras referências aos eventos da primeira temporada de Jessica Jones. Jon Bernthal co-estrela como Frank Castle / Punisher, antes de estrelar sua própria série. enquanto Michelle Hurd e Carrie-Anne Moss reprisam seus papéis de Samantha Reyes e Jeri Hogarth de Jessica Jones. A terceira temporada foi lançada em 19 de outubro de 2018.

### Jessica Jones(2015–2019)
Jessica Jones é um cínica e superforte investigadora particular de Nova York, que sofre de transtorno de estresse pós-traumático por algo que interrompeu sua breve carreira como heroína. O retorno de uma figura sombria de seu passado forçará Jones a combater o mal.
Em novembro de 2013, Melissa Rosenberg foi anunciada para escrever e ser produtora executiva da série. Em março de 2014, Loeb afirmou que Jessica Jones iria começar a filmar depois de Demolidor. Em dezembro de 2014, Krysten Ritter foi escalada como Jessica Jones na série. As filmagens começaram em Nova York, em fevereiro de 2015, e durou até o final de agosto. A série estreou em 20 de novembro de 2015. Uma segunda temporada foi ordenada em 17 de janeiro de 2016.
Em dezembro de 2014, Mike Colter foi escalado como Luke Cage, um papel recorrente na série antes de protagonizar sua própria série. Rosario Dawson de Demolidor reprisa seu papel de Claire Templo.

### Luke Cage(2016–2018)
Quando um experimento fracassado lhe dá super força e uma pele inquebrável, Luke Cage se torna um fugitivo tentando reconstruir sua vida no Harlem, e deve em breve enfrentar seu passado e lutar uma batalha pelo coração da sua cidade.
Colter reprisa seu papel como Luke Cage em sua própria série. Em março de 2014, Loeb afirmou que a série iria começar a filmar depois de Punho de Ferro, sendo a quarta da série individual. Em março de 2015, foi programada para ser a terceira série indivídual, começando a produção após Jessica Jones. Também nesse mês, Cheo Hodari Coker foi anunciado como showrunner e produtor executivo da série. As filmagens começaram em Nova York em setembro de 2015. A série está definida para estrear em 2016.
Dawson vai reprisar seu papel de Claire Templo da série.

### Iron Fist(2017–2018)
Daniel Rand retorna a Nova York, após ter sumido por anos, para combater a corrupção com uma proficiência em kung-fu e a habilidade de invocar o poder do Punho de Ferro.
Em março de 2014, Loeb inicialmente afirmou que a série Punho de Ferro iria começar a filmar depois de Jessica Jones como a terceira das séries individuais. Em março de 2015, esperava-se ser a quarta das séries indivíduais, entrando em produção depois de Luke Cage. Em dezembro de 2015, a Marvel anunciou que Scott Buck serviria como showrunner e produtor executivo da série. Em fevereiro de 2016, Finn Jones foi escalado como Rand.

### Os Defensores(2017)
Os super-heróis Demolidor, Jessica Jones, Luke Cage e Punho de Ferro formam uma equipe na cidade de Nova York.
Os Defensores tem Cox, Ritter, Colter e Jones reprisando seus papéis como Matt Murdock / Demolidor, Jessica Jones, Luke Cage, e Danny Rand / Punho de Ferro, respectivamente, das séries de televisão anteriores.  Em março de 2014, Loeb afirmou que a minissérie iria começar a filmar depois de todas as séries individuais.

### The Punisher(2017–2019)
Frank Castle, conhecido em toda a cidade de Nova Iorque como "O Justiceiro", após ter se vingado dos responsáveis pela morte de sua família, revela uma conspiração militar além do que foi feito a ele e à sua família.
Em janeiro de 2016, antes da estreia de Bernthal como vigilante armado Frank Castle / Justiceiro na segunda temporada de Demolidor, Netflix estava em "desenvolvimento muito precoce" de uma série spin-off intitulada O Justiceiro, e estava procurando um showrunner. A série será centrada em Bernthal como Castle, e descrita como uma série independente, fora da série que leva até Os Defensores. Em abril de 2016, Marvel e Netflix ordenou oficialmente O Justiceiro, com a confirmação do envolvimento de Bernthal e a nomeação de Steve Lightfoot como showrunner.